# Culex
Culex  là một chi muỗi, với nhiều loài đóng vai trò là tác nhân truyền bệnh quan trọng cho các loài chim, con người và các động vật khác. Các bệnh mà chúng truyền bao gồm các bệnh nhiễm arbovirus như vi rút Tây sông Nin, viêm não Nhật Bản, hoặc viêm não Saint Louis, cùng với bệnh giun chỉ bạch huyết và có cả sốt rét ở chim. Chúng xuất hiện trên khắp thế giới, ngoại trừ các vùng cực bắc của vùng ôn đới.
Thuật ngữ của chi muỗi này do ông Carl Linnaeus đặt ra Những loài muỗi trong chi này khi trưởng thành có kích thước là 4–10 mm (0,2–0,4 in), những loài trong chi này phát triển ở những vùng có nhiệt độ ấm